# Álvaro VII do Congo
Álvaro VII (1631-1666) foi manicongo do Reino do Congo, de 1665 a 1666.

## Biografia
Quando foi noticiada a morte de D. António I, na Batalha de Ambuíla (29 de Outubro de 1665), um parente do soberano morto, D. Álvaro, autoproclama-se rei, com o nome de Álvaro VII. Logo ele acaba depondo D. Afonso II, que havia sido coroado pela Casa de Quimpanzo .
Instalado no poder, o novo rei enviou a Luanda (Angola) um Capuchinho de confiança, Fr. Girolamo da Montesarchio, para fazer as pazes com os portugueses (Natal de 1665). Mas o religioso foi impedido por uma rebelião em Umbamba, tendo de regressar à capital, em Junho de 1666. Logo depois Álvaro VII é morto devido a investida do poderoso Conde de Soio, D. Paulo  da Silva,  que marchara sobre S. Salvador com um exército e matara o Rei, proclamando D. Álvaro VIII em seu lugar.